# جيغوليوفسك
جيغوليوفسك (بالروسية: Жигулёвск) هي إحدى مدن روسيا في الكيان الفدرالي الروسي سمارا أوبلاست.